# あさぎり町立免田中学校
あさぎり町立免田中学校（あさぎりちょうりつ めんだちゅうがっこう）は、かつて熊本県球磨郡あさぎり町免田東八幡にあった公立中学校。通称「免中（めんちゅう）」。

## 沿革
- 1947年（昭和22年） - 免田町立免田中学校創立
- 2003年（平成15年） - 5町村合併により、あさぎり町が発足。それに伴い「あさぎり町立免田中学校」と改称
- 2012年（平成24年）4月1日 - あさぎり町管轄の5つの中学校があさぎり町立あさぎり中学校に統合される事に伴い、閉校した。

## 部活動

### 運動部
- 野球部
- サッカー部
- 女子ソフトテニス部
- バスケットボール部
- 女子バレー部
- 柔道部
- 陸上部

### 文化部
- 吹奏楽部
- 美術創作部